# Silja Festival
Silja Festival (первоначально Wellamo) — круизный паром эстонской судоходной компании Tallink, эксплуатировавшийся со 2 августа 2008 г. по 6 мая 2013 года на паромной линии Рига — Стокгольм под латвийским флагом. Современный порт приписки — Генуя. Судном-близнецом является Mega Smeralda (первоначально Svea). В феврале 2014 года переименован в Delta Spirit Lodge и зафрахтован на 1 год для использования в качестве плавучего общежития в Канаде, в провинции Британская Колумбия, город Китимат. В 2015 году продан компании Corsica Ferries

## История
Паром Silja Festival был построен в 1986 г. на верфи Wärtsilä (в настоящее время STX Finland) в Хельсинки под названием Wellamo для паромного оператора Finska Ångfartygs Ab. Спуск на воду состоялся 15 марта 1985 г., а 2 января 1986 г. паром был передан компании. После перестройки в 1992 г. на немецкой верфи Lloyd Werft в Бремерхафене судно было переименовано в Silja Festival. После непродолжительной эксплуатации в Silja Line Euroway в южном районе Балтийского моря на линии Мальмё, Копенгаген и Любек в 1993 и 1994 годах судно за парой исключений было задействовано главным образом на линии Стокгольм — Мариехамн — Турку. После поглощения в июле 2006 г. Silja Oy компанией Tallink паром Silja Festival также достался пароходству Tallink. С 2008 судно эксплуатируется компанией Tallink на маршруте Рига — Стокгольм, сохранив прежнее название Silja Festival, несмотря на новую окраску в цвета Tallink .
C декабря 2009 года совершал чартерные новогодние, рождественские и майские круизы, организованные петербургской тур-фирмой «Экспо-тур»(Санкт-Петербург — Таллин — Стокгольм — Хельсинки — Санкт-Петербург).
Из-за того, что паром не справлялся с растущими грузо - и пассажиропотоками, с 6 мая 2013 года до начала 2014 года судно стояло на приколе в порту города Таллинн. На маршруте Стокгольм — Рига его заменил паром Isabelle, купленный у компании Viking Line. В январе 2014 года паром был зафрахтован, переименован и находился в Канаде, где использовался в качестве плавучего общежития. В начале 2015 года паром был продан компании Corsica Ferries и переименован в MS Mega Andrea.

## Палубы
1. Машинное отделение, кино
2. Машинное отделение, каюты, сауна, бассейн и грязевые ванны
3. Автомобильная палуба
4. Каюты, магазин «Sea Shop», детская игровая комната, информация, вход на борт, предназначенные для экипажа помещения
5. Каюты, предназначенные для экипажа помещения
6. Свиты, каюты, предназначенные для экипажа помещения
7. Ночной клуб, ресторан Captain’s Grill, ресторан Trattoria, кафе, паб, ресторан Buffet
8. Ночной клуб, казино, помещения для проведения конференций, магазин алкоголя, парфюмерный магазин
9. Панорамный бар, предназначенные для экипажа помещения, летнее кафе
10. предназначенные для экипажа помещения
11. Мостик

## Фотографии парома

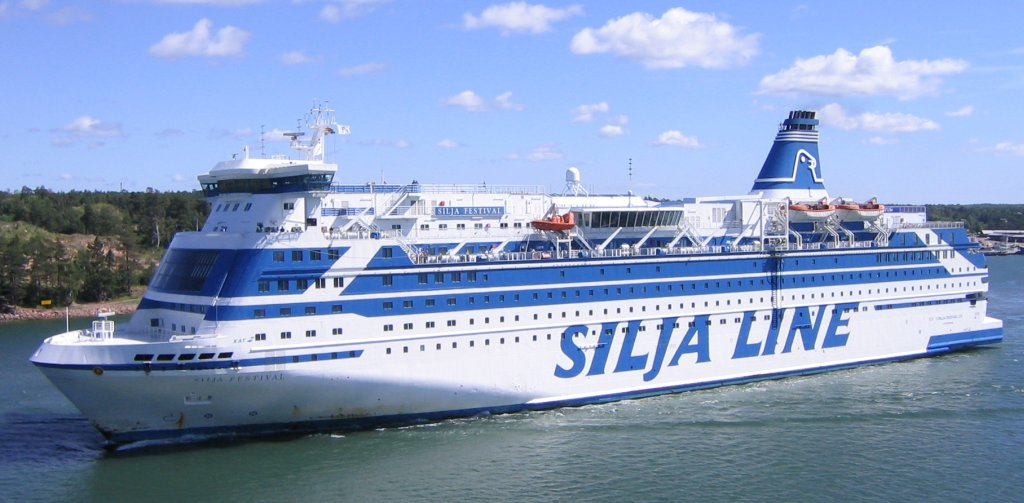
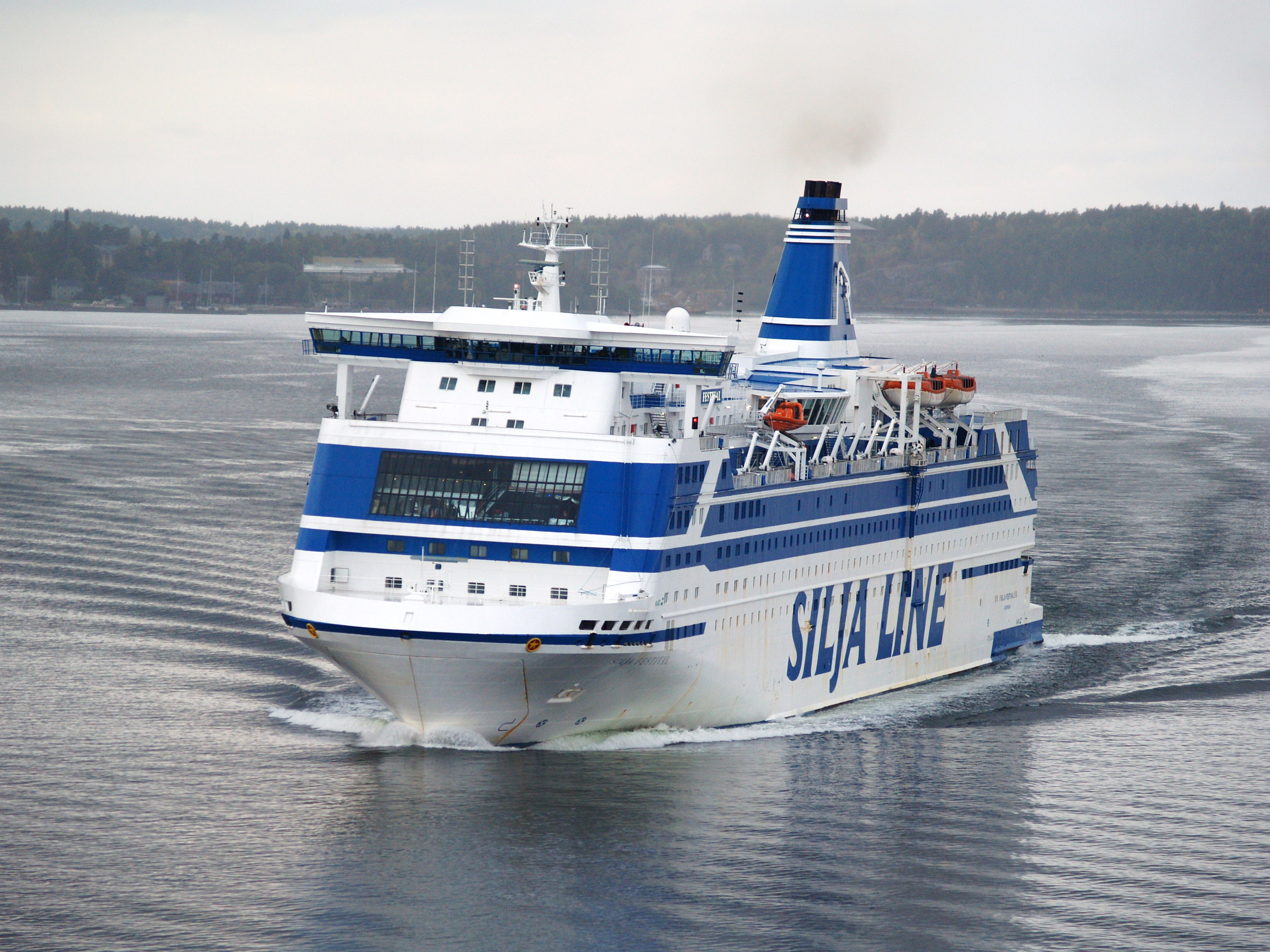
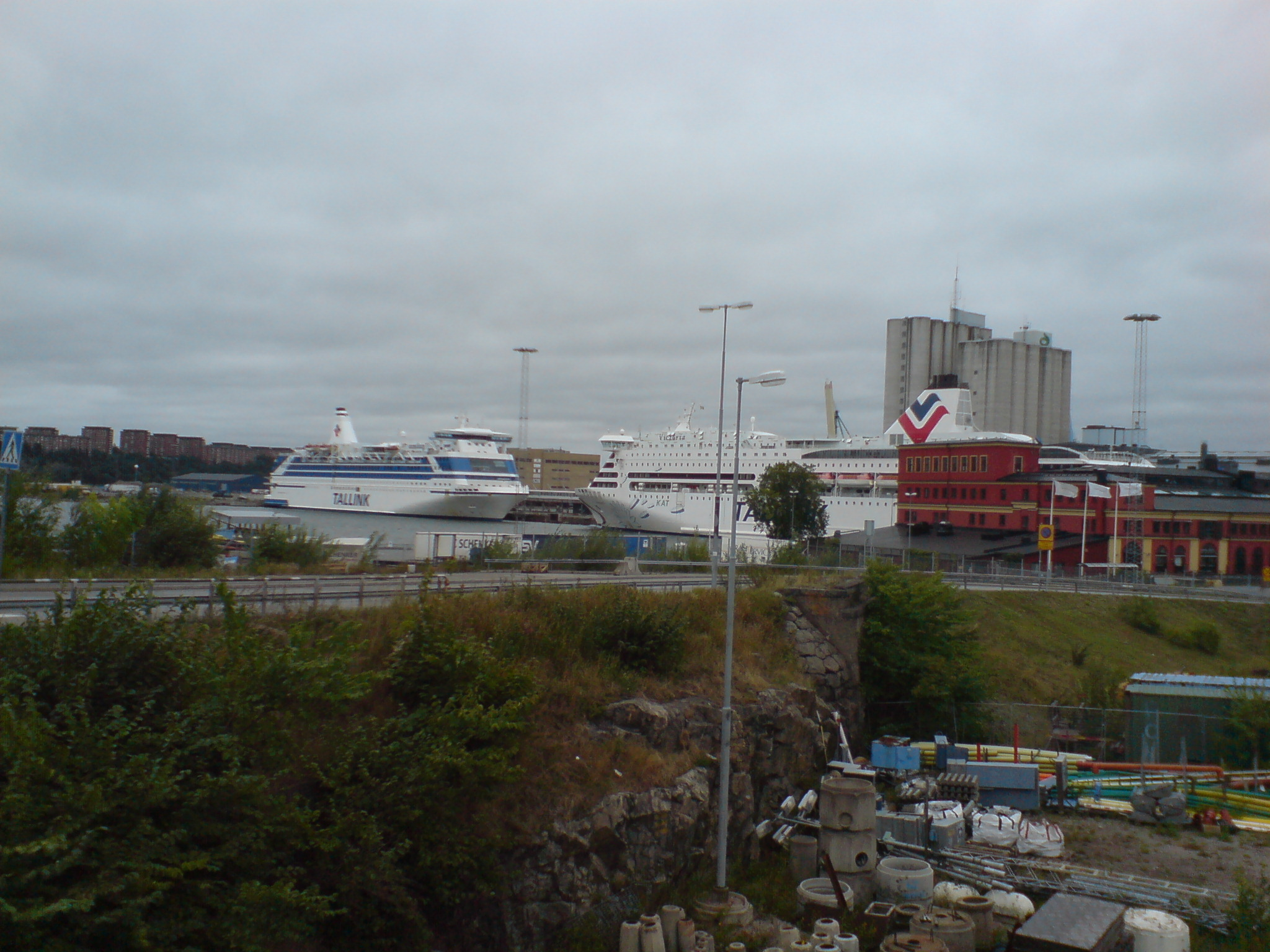
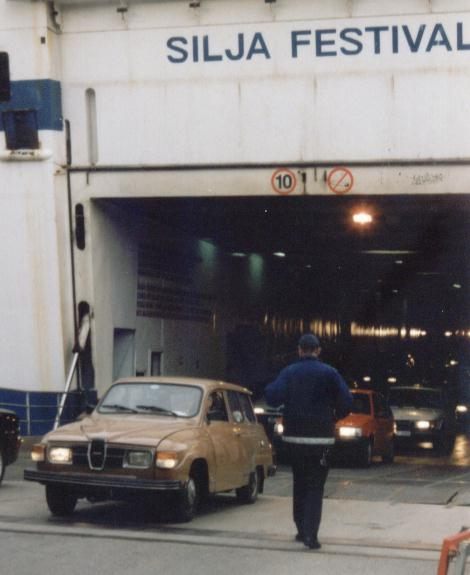